# 林丰乡
林丰乡，是中华人民共和国四川省宜宾市南溪区曾经下辖的一个乡。2019年8月，撤销林丰乡，将其所属行政区域划归汪家镇管辖。

## 行政区划
林丰乡撤销前下辖以下地区：
金光村、茶丰村、白果村、花园村、石龙村和青山村。